# Marianna Oravcová
Marianna Oravcová (nar. 1950) je slovenská filozofka a překladatelka z němčiny, angličtiny a ruštiny. Zabývá se analytickou filosofií.

## Dílo
- Filozofia prirodzeného jazyka (1992), preložila, zostavila a napísala úvodnú štúdiu
- Od metafyziky k filozofii jazyka (1992)